# Pontanus (cràter)

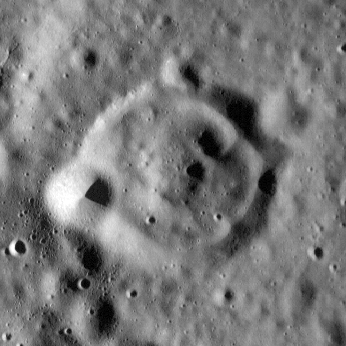
Fotografia de la missió Lunar Reconnaissance Orbiter

Pontanus és un cràter d'impacte pertanyent a les escarpades terres altes de la zona sud de la cara visible de la Lluna. Es troba aproximadament a mig camí entre els cràters Sacrobosco al nord-nord-est i Gemma Frisius al sud-sud-oest. Té 58 quilòmetres de diàmetre i 2.120 metres de profunditat.

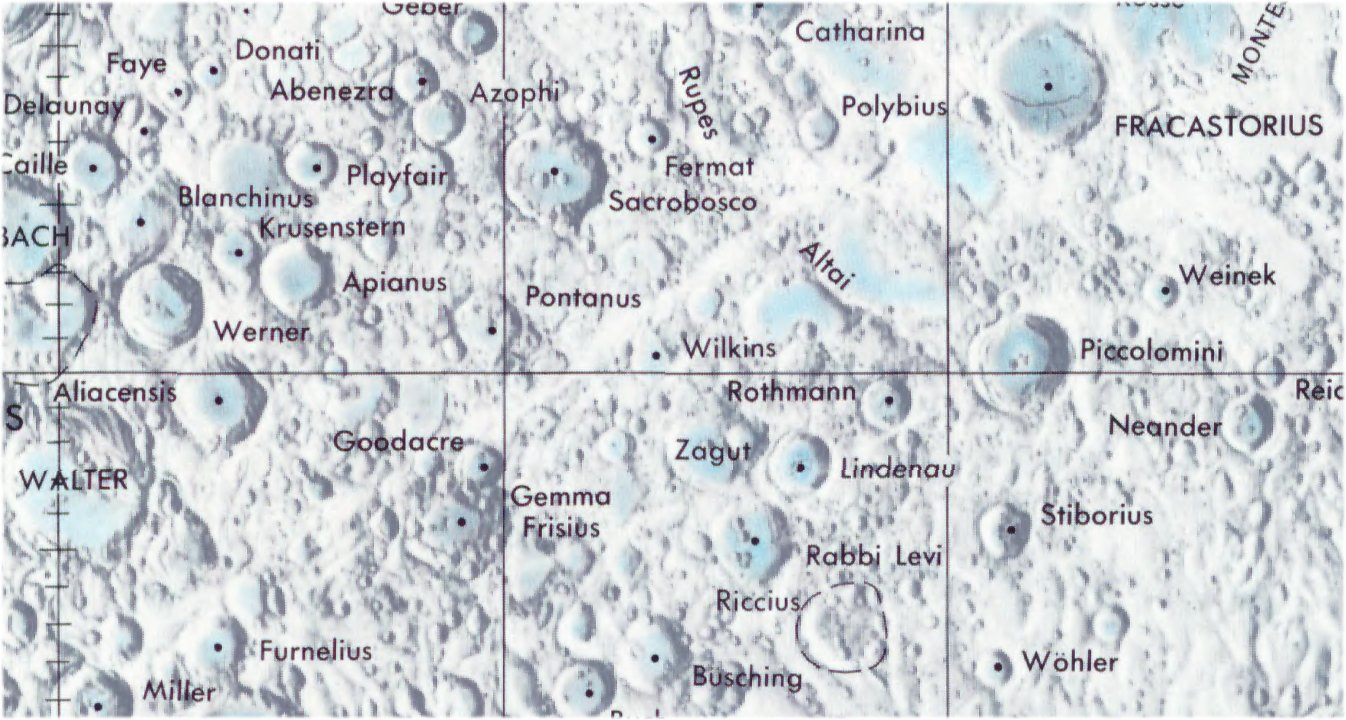
Localització de Pontanus (prop del centre de la meitat esquerra de la imatge)

La vora d'aquest cràter ha estat fortament desgastada per impactes posteriors, deixant un perfil aproximadament circular, desigual sobre la plataforma interior. Presenta una protrusió cap a l'exterior en el sector sud del brocal. La vora i la paret interior en el costat nord són menys prominents, presentant incisions en la vora interior. El cràter satèl·lit Pontanus V està unit al costat oest-sud-oest. El sòl interior és relativament desigual, particularment en la meitat nord, però no està marcat per cap cràter significatiu.
 El cràter és del període Prenectarià, 4.55 a 3.92 mil milions anys enrere.
El cràter porta el nom del poeta italià del segle xv Giovanni Pontano.

## Cràters satèl·lit
Per convenció aquests elements són identificats en els mapes lunars posant la lletra en el costat del punt central del cràter que està més proper a Pontanus.

|          | \| Pontanus \| Coordenades \| Diàmetre \| \| -------- \| ------------------------------------ \| -------- \| \| A \| 31° 06′ S, 15° 18′ E / 31.1°S,15.3°E \| 10 km \| \| B \| 30° 54′ S, 15° 54′ E / 30.9°S,15.9°E \| 12 km \| \| C \| 30° 00′ S, 15° 30′ E / 30.0°S,15.5°E \| 23 km \| \| D \| 25° 54′ S, 13° 12′ E / 25.9°S,13.2°E \| 20 km \| \| E \| 25° 12′ S, 13° 12′ E / 25.2°S,13.2°E \| 13 km \| \| F \| 27° 48′ S, 11° 36′ E / 27.8°S,11.6°E \| 10 km \| \| G \| 30° 36′ S, 15° 18′ E / 30.6°S,15.3°E \| 21 km \| \| H \| 31° 24′ S, 16° 06′ E / 31.4°S,16.1°E \| 30 km \| \| J \| 30° 00′ S, 13° 06′ E / 30.0°S,13.1°E \| 9 km \| \| K \| 25° 42′ S, 12° 42′ E / 25.7°S,12.7°E \| 9 km \| \| L \| 28° 36′ S, 13° 24′ E / 28.6°S,13.4°E \| 6 km \| \| M \| 29° 42′ S, 14° 06′ E / 29.7°S,14.1°E \| 5 km \| \| N \| 24° 36′ S, 13° 48′ E / 24.6°S,13.8°E \| 10 km \| \| O \| 26° 00′ S, 14° 06′ E / 26.0°S,14.1°E \| 10 km \| \| P \| 29° 54′ S, 14° 48′ E / 29.9°S,14.8°E \| 3 km \| \| Q \| 27° 24′ S, 14° 30′ E / 27.4°S,14.5°E \| 5 km \| \| R \| 28° 06′ S, 15° 36′ E / 28.1°S,15.6°E \| 6 km \| \| S \| 31° 24′ S, 16° 48′ E / 31.4°S,16.8°E \| 7 km \| \| T \| 29° 12′ S, 16° 36′ E / 29.2°S,16.6°E \| 8 km \| \| U \| 29° 30′ S, 17° 30′ E / 29.5°S,17.5°E \| 5 km \| \| V \| 29° 12′ S, 13° 12′ E / 29.2°S,13.2°E \| 33 km \| \| W \| 29° 06′ S, 17° 36′ E / 29.1°S,17.6°E \| 7 km \| \| X \| 28° 30′ S, 15° 48′ E / 28.5°S,15.8°E \| 13 km \| \| Y \| 28° 42′ S, 17° 12′ E / 28.7°S,17.2°E \| 23 km \| \| Z \| 27° 54′ S, 12° 54′ E / 27.9°S,12.9°E \| 5 km \| |          |
| Pontanus | Coordenades | Diàmetre |
| A        | 31° 06′ S, 15° 18′ E / 31.1°S,15.3°E | 10 km    |
| B        | 30° 54′ S, 15° 54′ E / 30.9°S,15.9°E | 12 km    |
| C        | 30° 00′ S, 15° 30′ E / 30.0°S,15.5°E | 23 km    |
| D        | 25° 54′ S, 13° 12′ E / 25.9°S,13.2°E | 20 km    |
| E        | 25° 12′ S, 13° 12′ E / 25.2°S,13.2°E | 13 km    |
| F        | 27° 48′ S, 11° 36′ E / 27.8°S,11.6°E | 10 km    |
| G        | 30° 36′ S, 15° 18′ E / 30.6°S,15.3°E | 21 km    |
| H        | 31° 24′ S, 16° 06′ E / 31.4°S,16.1°E | 30 km    |
| J        | 30° 00′ S, 13° 06′ E / 30.0°S,13.1°E | 9 km     |
| K        | 25° 42′ S, 12° 42′ E / 25.7°S,12.7°E | 9 km     |
| L        | 28° 36′ S, 13° 24′ E / 28.6°S,13.4°E | 6 km     |
| M        | 29° 42′ S, 14° 06′ E / 29.7°S,14.1°E | 5 km     |
| N        | 24° 36′ S, 13° 48′ E / 24.6°S,13.8°E | 10 km    |
| O        | 26° 00′ S, 14° 06′ E / 26.0°S,14.1°E | 10 km    |
| P        | 29° 54′ S, 14° 48′ E / 29.9°S,14.8°E | 3 km     |
| Q        | 27° 24′ S, 14° 30′ E / 27.4°S,14.5°E | 5 km     |
| R        | 28° 06′ S, 15° 36′ E / 28.1°S,15.6°E | 6 km     |
| S        | 31° 24′ S, 16° 48′ E / 31.4°S,16.8°E | 7 km     |
| T        | 29° 12′ S, 16° 36′ E / 29.2°S,16.6°E | 8 km     |
| U        | 29° 30′ S, 17° 30′ E / 29.5°S,17.5°E | 5 km     |
| V        | 29° 12′ S, 13° 12′ E / 29.2°S,13.2°E | 33 km    |
| W        | 29° 06′ S, 17° 36′ E / 29.1°S,17.6°E | 7 km     |
| X        | 28° 30′ S, 15° 48′ E / 28.5°S,15.8°E | 13 km    |
| Y        | 28° 42′ S, 17° 12′ E / 28.7°S,17.2°E | 23 km    |
| Z        | 27° 54′ S, 12° 54′ E / 27.9°S,12.9°E | 5 km     |

### Altres referències
- (WGPSN), IAU Working Group for Planetary System Nomenclature. «Gazetteer of Planetary Nomenclature. 1:1 Million-Scale Maps of the Moon» (en anglès).  UAI / USGS, 13-02-2013. [Consulta: 6 abril 2016].
- Andersson, L. E.; Whitaker, E. A.,. NASA Catalogue of Lunar Nomenclature (en anglès).  NASA RP-1097, 1982.
- Blue, Jennifer. «Gazetteer of Planetary Nomenclature» (en anglès).  USGS, 25-07-2007. [Consulta: 2 gener 2012].
- Bussey, B.; Spudis, P.. The Clementine Atlas of the Moon (en anglès).  Nueva York: Cambridge University Press, 2004. ISBN 0-521-81528-2.
- Cocks, Elijah E.; Cocks, Josiah C.. Who's Who on the Moon: A Biographical Dictionary of Lunar Nomenclature (en anglès).  Tudor Publishers, 1995. ISBN 0-936389-27-3.
- McDowell, Jonathan. «Lunar Nomenclature» (en anglès).   Jonathan's Space Report, 15-07-2007. [Consulta: 2 gener 2012].
- Menzel, D. H.; Minnaert, M.; Levin, B.; Dollfus, A.; Bell, B. «Report on Lunar Nomenclature by The Working Group of Commission 17 of the IAU» (en anglès). Space Science Reviews, 12, 1971, pàg. 136.
- Moore, Patrick. On the Moon (en anglès).  Sterling Publishing Co, 2001. ISBN 0-304-35469-4.
- Price, Fred W. The Moon Observer's Handbook (en anglès).  Cambridge University Press, 1988. ISBN 0521335000.
- Rükl, Antonín. Atlas of the Moon (en anglès).  Kalmbach Books, 1990. ISBN 0-913135-17-8.
- Webb, Rev. T. W.. Celestial Objects for Common Telescopes, 6ª edición revisada (en anglès).  Dover, 1962. ISBN 0-486-20917-2.
- Whitaker, Ewen A. Mapping and Naming the Moon (en anglès).  Cambridge University Press, 2003. 978-0-521-54414-6.
- Wlasuk, Peter T. Observing the Moon (en anglès).  Springer, 2000. ISBN 1-85233-193-3.